# アーサー・ヒル (第4代ダウンシャー侯爵)

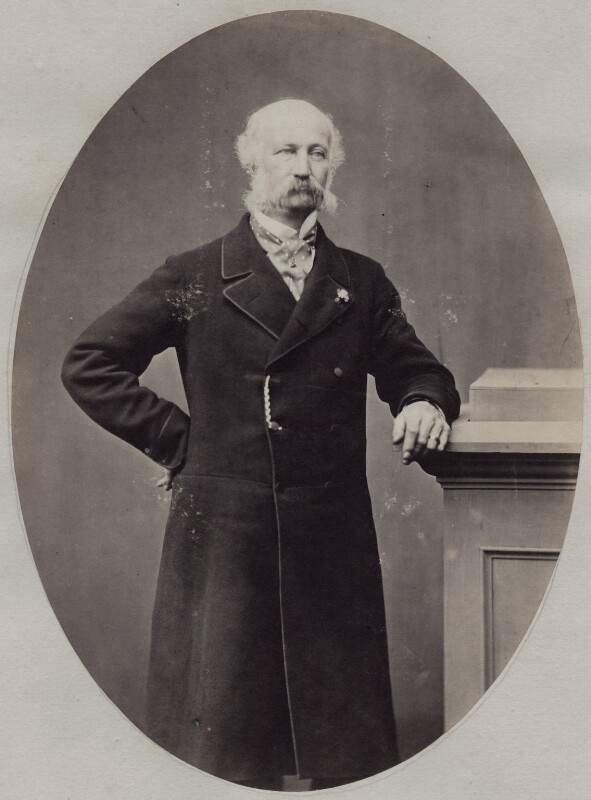
第4代ダウンシャー侯爵、1860年代撮影。

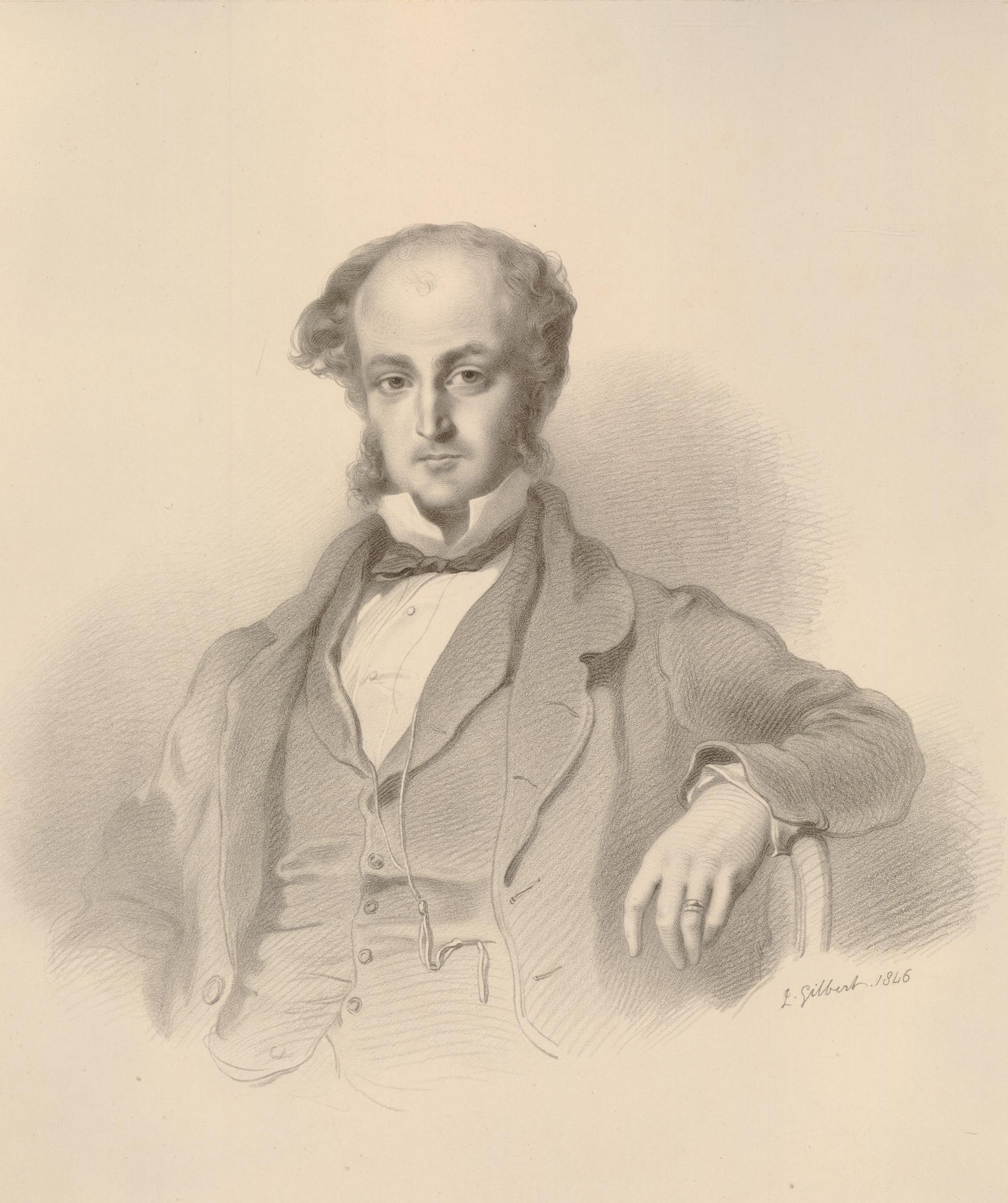
第4代ダウンシャー侯爵の肖像が描かれた1847年のリトグラフ。

第4代ダウンシャー侯爵アーサー・ウィルズ・ブランデル・サンズ・トランブル・ウィンザー・ヒル（英語: Arthur Wills Blundell Sandys Trumbull Windsor Hill, 4th Marquess of Downshire KP、1812年8月6日 – 1868年8月6日）は、イギリスの政治家、アイルランド貴族。

## 生涯

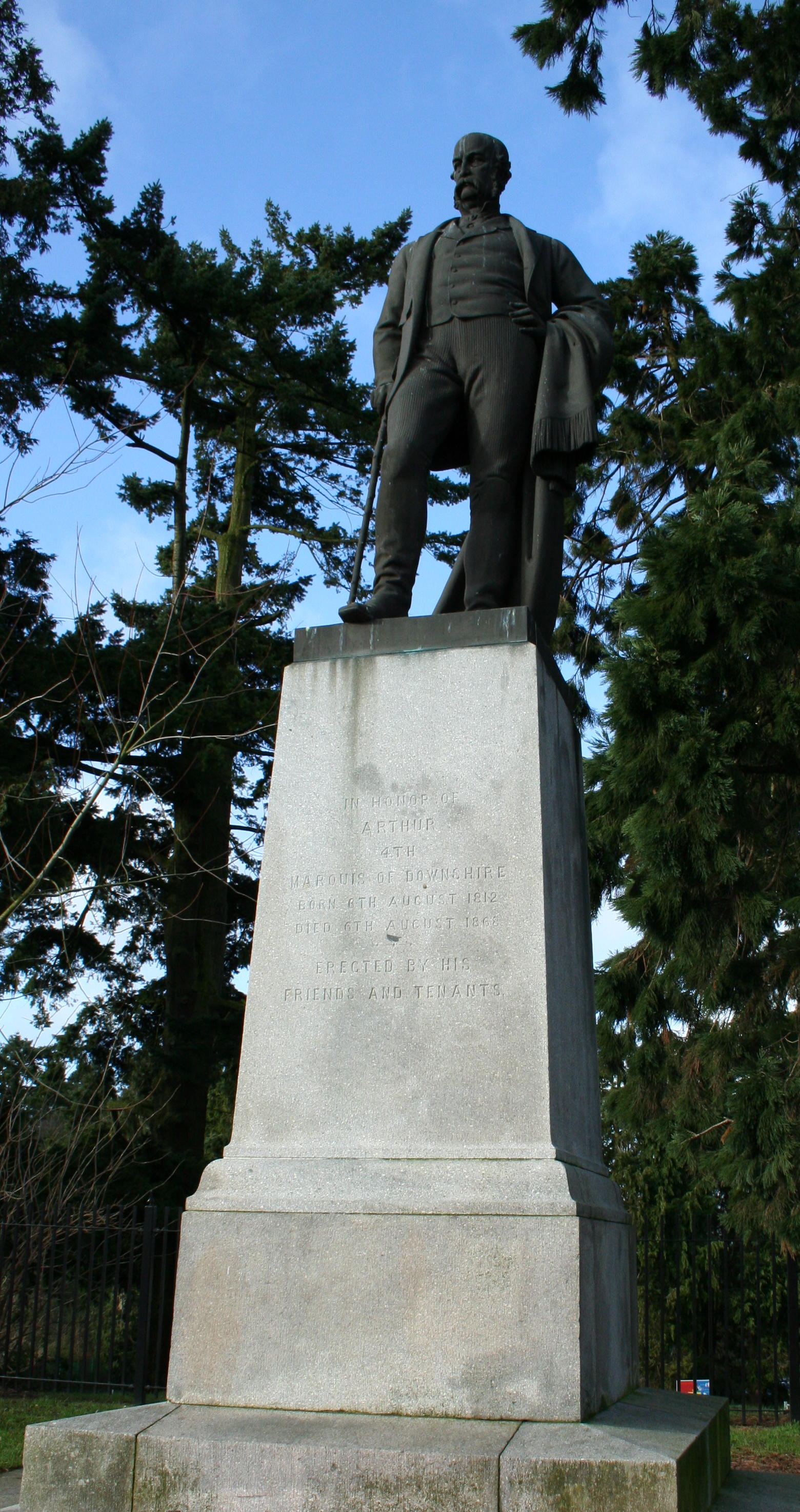
第4代ダウンシャー侯爵の記念像

第3代ダウンシャー侯爵アーサー・ヒルとマリア・ウィンザー（Maria Windsor、1790年5月30日 – 1855年4月7日、第5代プリマス伯爵アザー・ウィンザーの娘）の息子として、1812年8月6日にヒルズバラ城で生まれた。1824年頃から1829年頃までイートン・カレッジで教育を受けた後、1830年10月21日にオックスフォード大学クライスト・チャーチに入学した。大学在学中の1831年にコンヤーズ・オズボーン卿（Lord Conyers Osborne、第6代リーズ公爵ジョージ・オズボーンの息子）と争った後、コンヤーズが倒れて死去し、検死官が過失殺人であると裁定するという事件がおこった。
1834年にダウン県長官を務め、保守党の一員として1836年9月から1845年までダウン選挙区選出の庶民院議員を務めた。議会でははじめ保守党の首相ロバート・ピールを支持したものの、保護貿易を支持し、穀物法廃止をめぐりピールと決裂した。
1845年4月12日に父が死去すると、ダウンシャー侯爵位を継承した。
1859年5月24日、聖パトリック勲章を授与された。
1868年8月6日にハーン湾で死去、息子アーサーが爵位を継承した。

## 家族
1837年8月23日、キャロライン・フランシス・コットン（Caroline Frances Cotton、1815年 – 1893年5月10日、初代コンバーミア子爵ステイプルトン・コットンの娘）と結婚、2男1女をもうけた。
- アリス・マリア（1928年2月25日没） - 1867年10月9日、ベクティヴ伯爵トマス・テイラー（英語版）（1893年12月15日没、第3代ヘッドフォート侯爵トマス・テイラー（英語版）の息子）と結婚、子供あり
- アーサー・ウィルズ・ブランデル・トランブル・サンズ・ローデン（英語版）（1844年 – 1874年） - 第5代ダウンシャー侯爵
- アーサー・ウィリアム（英語版）（1846年 – 1931年） - 庶民院議員、王室監査官（英語版）。1873年1月16日、アニー・ニシダ・デナム・クックス（Annie Nisida Denham Cookes、1874年1月16日没、ジョージ・デナム・クックスの娘）と結婚、子供あり。1877年3月14日、アニー・フォーテスキュー・ハリソン（英語版）（1944年2月12日没、ジェームズ・フォーテスキュー・ハリソン（英語版）の娘）と再婚、子供あり